# Piriform
Piriform es una empresa privada de software con sede en Londres, Reino Unido. Desarrolla software de limpieza y optimización para los sistemas Microsoft Windows y Mac OS X, además de dispositivos Android.
Algunas herramientas de Piriform son CCleaner, CCleaner Browser, Defraggler, Recuva y Speccy. El 22 de septiembre de 2015, Piriform lanza CCleaner Cloud, el cual utiliza la tecnología CCleaner para optimizar el PC de manera remota.
Piriform significa "forma de pera". Las listas OED "para ir con forma de pera" como slang (jerga) británico para cuando una situación no va de la manera que el usuario espera.
Actualmente Avast es dueño de Piriform y de todos sus productos.

## Recepción
La aplicación más popular de Piriform, CCleaner, ha sido descargada más de 2 millones de veces. Es uno de los limpiadores de sistema más antiguos, lanzado por primera vez en 2005.
Los editores de CNET le dieron una calificación de 5/5 estrellas, dándole el nombre de ("la herramienta más usada"). Fue galardonado con el Premio editor's Choice en abril de 2009 por CNET.
A partir de enero de 2014, CCleaner ha sido el software más popular durante más de un año, y también tiene una calificación de 5 estrellas del editor en Softpedia.
CCleaner ha sido revisado por Chip.de, TechRadar, PC Magazine, y TechRepublic